# Stephanopis
Stephanopis là một chi nhện trong họ Thomisidae.